# (785) Zwetana
(785) Zwetana es un asteroide perteneciente al cinturón de asteroides descubierto el 30 de marzo de 1914 por Adam Massinger desde el observatorio de Heidelberg-Königstuhl, Alemania.
Está nombrado en honor de la hija del profesor K. Pophoff.